# Nottingham Contemporary

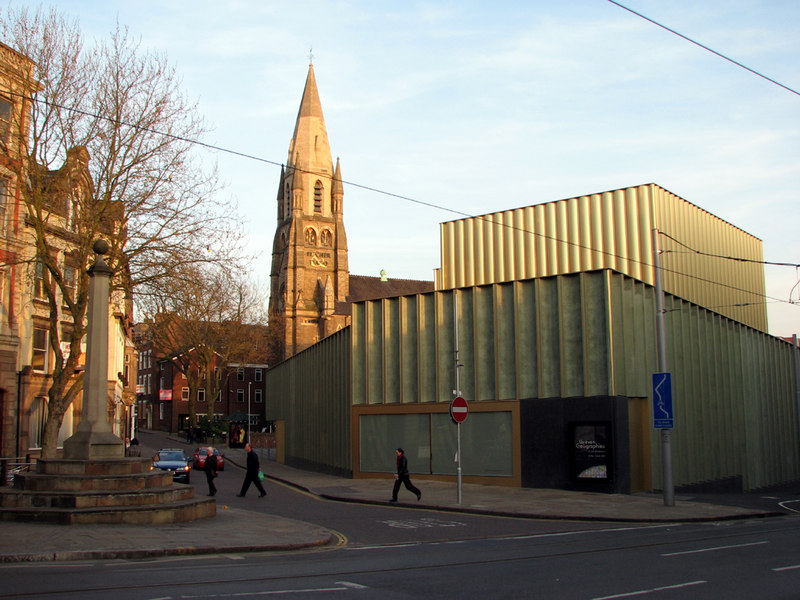
Das Gebäude der Nottingham Contemporary

Das Nottingham Contemporary (früher auch als Centre for Contemporary Art Nottingham (CCAN) bekannt) ist eine zeitgenössische Kunstgalerie in Nottingham. Sie zählt zu den größten zeitgenössischen Kunstgalerien im Vereinigten Königreich.

## Geschichte
Die Kunstgalerie wurde 2009 gegründet. Sie entstand aus der „Angel Row Gallery“, welche zwischen 1991 und 2007 insgesamt über 200 Kunstausstellungen beherbergte.
Bis 2023 hatte das Nottingham Contemporary über 50 Ausstellungen. Der Eintritt in die Galerie ist kostenlos, sie finanziert sich über Fördertöpfe Englands sowie über Spenden. Die Galerie ist in England als gemeinnützig registriert.

## Ausstellungen
Das Nottingham Contemporary beherbergt jedes Jahr vier bis fünf Ausstellungen. Bekannte Ausstellungen waren zum Beispiel mit Werken von David Hockney, Frances Stark und Hamid Zénati.